# Нандор Чока
Нандор Чока (угор. Varga Miklós; 17 жовтня 1996, Мішкольц) — угорський боксер, призер чемпіонату Європи.

## Аматорська кар'єра
На Європейських іграх 2015 Нандор Чока програв у другому бою Нареку Абгаряну (Вірменія).
На чемпіонаті Європи 2015 завоював бронзову медаль.
- В 1/8 фіналу переміг Ферхата Пехлівана (Туреччина) — 2-1
- У чвертьфіналі переміг Доджи Айгаха (Бельгія) — 3-0
- У півфіналі програв Даніелю Асенову (Болгарія) — 0-3

На чемпіонаті світу 2015 програв у першому бою.
На чемпіонаті Європи 2017 програв у першому бою.
На Європейських іграх 2019 програв у першому бою.
На чемпіонаті світу 2021 програв у першому бою.